# Kostel Nejsvětější Trojice (Jesenice u Sedlčan)
Filiální kostel Nejsvětější Trojice v obci Jesenice v okrese Příbram ve Středočeském kraji je součástí římskokatolické farnosti  s farním kostelem sv. Martina v Sedlčanech. Původně gotický kostel s renesanční věží, později barokně přestavěný, je zapsán v Ústředním seznamu nemovitých kulturních památek České republiky.

## Historie
Dle zápisu v památkovém katalogu Národního památkového ústavu by gotické jádro jesenického kostela mělo pocházet z 2. poloviny 13. století. Nejspíš se ale jedná o chybu, neboť jiné zdroje, včetně popisu historie na oficiálních stránkách obce Jesenice, uvádějí rok 1350 jako rok založení kostela. Tento zdroj zároveň uvádí, že kolem roku 1386 byla ke kostelu přistavěna chrámová loď a výklenky postranních oltářů byly vyzdobeny freskami. (V původním evidenčním listu památky z dokumentace NPÚ je zmiňován rok 1384). Od 14. století do období husitských válek byl kostel pod patronací pánů z nedalekého hradu Zvěřince. V 16. a 17. byl kostel pod správou majitelů tvrze v sousedních Nedrahovicích, kterým patřila též ves Jesenice. V roce 1617, kdy Jesenici a Nedrahovice vlastnil Diviš Černín z Chudenic, byla ke kostelu Nejsvětější Trojice přistavěna věž a klenba presbytáře i část kostelní lodi byly ozdobeny malbami s biblickými výjevy. Diviš Černín z Chudenic byl jediný katolík mezi 27 českými pány, popravenými 21. června 1621 na Staroměstském náměstí v Praze. Jeho tělo bylo odevzdáno rodině a následně bylo pohřbeno v hrobce pod dlažbou kostela Nejsvětější Trojice v Jesenici. Od roku 1622 byl kostel pod patronací Lobkoviců z Vysokého Chlumce.

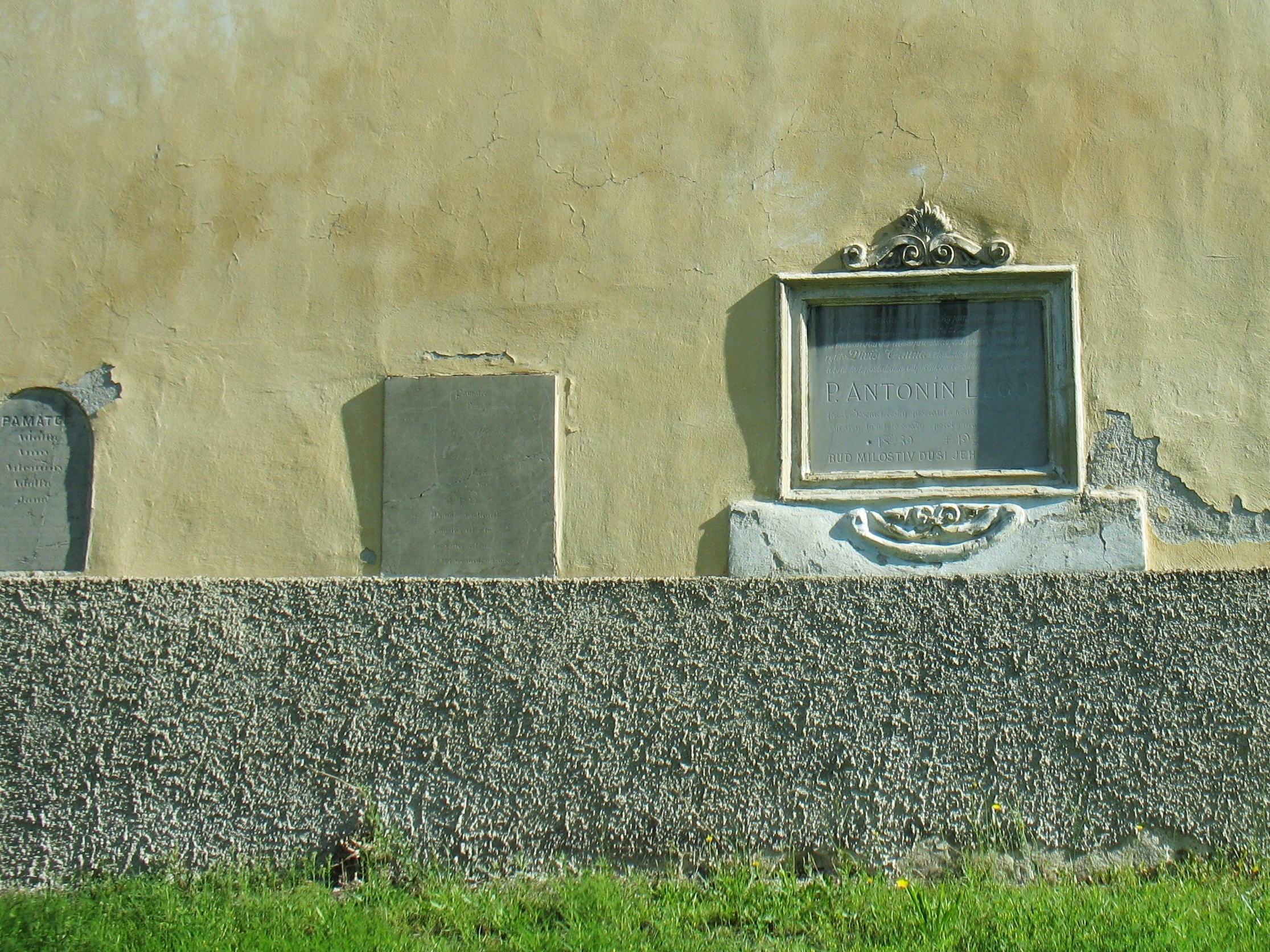
Náhrobní deska se jménem faráře Antonína Lega

Jesenický kostel v dalších letech postupně chátral a v dubnu roku 1799 bylo rozhodnuto o jeho zbourání. Zborcená klenba presbytáře přitom spadla na hrobku Diviše Černína, prorazila ji a zasypala. Během pouhých šesti měsíců byl vystavěn kostel nový, z původního objektu zůstala zachována jenom věž a část severního a jižního zdiva chrámové lodi. Nový kostel byl požehnán 10. října 1799.

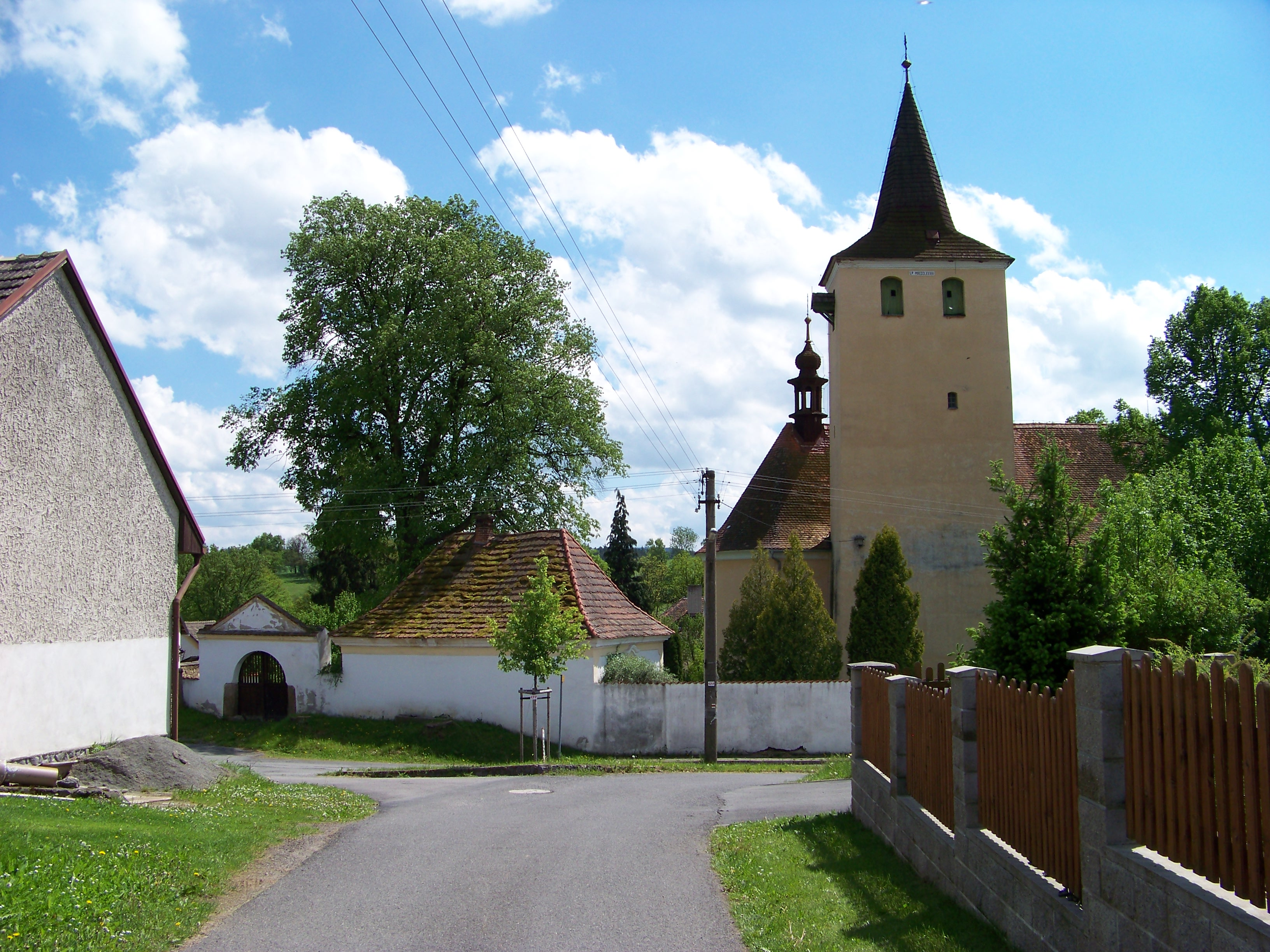
Areál kostela od severu

Během přestavby měl být ve stropě nad oltářem nalezen husitský misál z roku 1583, podle dobových svědectví zdejší farář nechal knihu opět v kostele zazdít. Ze tří zvonů, které původně visely ve věži, se dochoval jen jeden. Jedná se o zvon, ulitý v roce 1550 zvonařským mistrem Tomášem Jarošem Brněnským. Věžní hodiny nechal pořídit v roce 1891 pražský měšťan Antonín Bareš, který pocházel z Jesenice.
Historii obce i místního kostela podrobně popsal katolický kněz a buditel Antonín Lego, který zde působil na sklonku 19. století a který zemřel v Jesenici v roce 1901. Tyto písemnosti jsou uloženy ve sbírkách sedlčanského muzea. Také všechny řezbářské práce na oltářích, křtitelnici a kazatelně jsou dílem faráře Antonína Lega. Do 30. června 2009 byl kostel Nejsvětější Trojice v Jesenici farním kostelem.

## Popis
Kostel stojí v centru obce v mírném svahu u silnice do Bolechovic, z níž zde odbočuje místní komunikace, směřující k severu do osady Hulín. Památkově chráněný areál zahrnuje kostel, obklopený starým hřbitovem s kostnicí. Areál je ohrazený hřbitovní zdí se dvěma branami. Hřbitov a jeho ohradní zdi jsou pravděpodobně středověkého původu, brány a budova márnice však nejspíše vznikly až při přestavbě v roce 1799. V areálu se nacházejí dva prosté litinové kříže na kamenných podstavcích. Na stěně západního průčelí jsou desky s náhrobními kameny patronů kostela. Kromě pěti empírových desek s německými nápisy je na západní stěně i náhrobní deska vlasteneckého faráře Antonína Lega.
Obraz na hlavním oltáři pochází z roku 1862, je kopii obrazu od Ignáce Raaba, autorem obrazu je Bedřich  Kamarýt.
Před kostelem roste památný strom, údajně více než 350 let stará lípa malolistá s obvodem kmene 488 cm. Od kostela Nejsvětější Trojice vychází křížová cesta na jesenickou Kalvárii s nezvyklým počtem 17 žulových křížů. První zastavení této křížové cesty je přímo u kostela v Jesenici.